# IC 1727
IC 1727 ist eine Balken-Spiralgalaxie mit aktivem Galaxienkern vom Hubble-Typ SBm im Sternbild Dreieck am Nordsternhimmel. Sie ist schätzungsweise 21 Millionen Lichtjahre von der Milchstraße entfernt und hat einen Durchmesser von etwa 30.000 Lichtjahren. Gemeinsam mit der weniger als 90.000 Lichtjahre von ihr entfernten NGC 672 bildet sie das gravitativ gebundene Galaxienpaar Holm 46.
Im selben Himmelsareal befinden sich u. a. die Galaxien NGC 670, NGC 684, IC 1731.
Das Objekt wurde am 29. November 1896 vom walisischen Astronomen Isaac Roberts entdeckt.